# Марк Торрехон
Марк Торрехон (ісп. Marc Torrejón, нар. 18 лютого 1986, Барселона) — іспанський футболіст, що грав на позиції центрального захисника за низку іспанських і німецьких клубних команд, а також за молодіжну збірну Іспанії.

## Клубна кар'єра
Народився 18 лютого 1986 року в Барселоні. Вихованець футбольної школи місцевого «Еспаньйола». У дорослому футболі дебютував 2005 року виступами за другу команду клубу, в якій провів один сезон. 
Протягом 2005—2006 років на правах оренди захищав кольори команди «Малага Б», після повернення з якої став одним з основних центральних захисників головної команди «Еспаньйола». Відіграв у такому статусі за барселонський клуб два сезони, а в сезоні 2008/09 втратив місце в основному складі і виходив на поле епізодами.
2009 року за півтора мільйони євро перейшов до «Расінга» (Сантандер), де знову був стабільним гравцем стартового складу протягом трьох сезонів.
Влітку 2012 року перебрався до Німеччини, уклавши контракт з друголіговим «Кайзерслаутерном». Протягом жвох років був основним захисником цієї команди, а в серпні 2014 року перейшов до вищолігового «Фрайбурга». За рік команда з Торрехоном у складі вибула до Другої Бундесліги, проте із першої ж спроби у 2016 році повернулася до елітної німецької ліги, де іспанець провів ще один сезон як гравець ротації.
Завершував ігрову кар'єру в Другій Бундеслізі виступами за берлінський «Уніон», за яку виступав протягом 2017—2019 років.

## Виступи за збірні
2004 року дебютував у складі юнацької збірної Іспанії (U-19), загалом на юнацькому рівні взяв участь у 3 іграх, відзначившись одним забитим голом.
Протягом 2007–2009 років залучався до складу молодіжної збірної Іспанії. Був учасником молодіжного Євро-2009, де відзначився голом у ворота фінських однолітків, проте його команда груповий етап не подолала. Загалом на молодіжному рівні зіграв в 11 офіційних матчах, забив один гол.